# Семіполярний зв'язок
Семіполярний зв'язок (рос. семиполярная связь, англ. semipolar bond) — координаційний зв'язок між двома атомами, що утворюється за рахунок двох пар електронів, одна з яких майже повністю зміщена до атома, що відзначається більшою електронегативністю, пр., у сполуках типу R3N+–O–.